# Ван дер Вейден, Мартен
Мартен ван дер Вейден (нидерл. Maarten van der Weijden; род. 31 марта 1981 года, Алкмар) — нидерландский пловец, олимпийский чемпион 2008 года в заплыве на 10 км в открытой воде. Чемпион мира 2008 года, серебряный призёр чемпионата Европы 2006 года. Лучший спортсмен Голландии 2008 года. Завершил карьеру в 2008 году.
Нёс флаг Нидерландов на закрытии летней Олимпиады-2008 в Пекине. Был на последнем месте в списке НПСД на выборах 2017 года.